# Shimshon Tel Aviv
Moʿadon Kaduregel Shimshon Tel Aviv (hebräisch מועדון כדורגל שמשון תל אביב ‚Fußballklub Schimschon Tel Aviv‘) war ein israelischer Fußballverein aus Tel Aviv. 2000 schloss er sich mit dem Verein Beitar Tel Aviv zu Beitar Shimshon Tel Aviv zusammen.

## Geschichte
Im Jahr 1960 stieg die Mannschaft zum ersten Mal in die 1. Liga auf und hielt sich dort bis 1990, mit Ausnahme von 1974. Insgesamt 29 Spielzeiten sind dabei zu verzeichnen. In der Saison 1970/71 und 1982/83 wurde das beste Ergebnis mit dem 2. Platz erreicht. Dreimal stand das Team im Pokalfinale, verlor aber jeweils.
1983 und 1988 spielte das Team im Intertoto Cup. 1983 konnte in der Gruppenphase nur 1 Sieg in 6 Spielen verbucht werden. Fünf Jahre später war es ähnlich. Lediglich zwei Remis sprangen heraus.

## Erfolge
- Toto Cup
  - Sieger 1986/87, 1987/88[2]

- Meisterschaft Israel
  - 2. Platz 1970/71, 1982/83

- Israelischer Fußballpokal
  - Finalist 1966, 1986, 1990